# Lordes da Justiça
Os Lordes da Justiça é uma equipe de super-vilões no desenho animado da Liga da Justiça - episódio em duas partes chamado "Um Mundo Melhor".

## Biografia
Os Lordes da Justiça é uma versão da Liga da Justiça que veio de uma Terra paralela. Os membros do grupo são: Superman, Batman, Mulher Maravilha, Lanterna Verde, Caçador de Marte e Mulher Gavião.

### Surgimento
Em algum momento depois de tomar posse da Presidência, Luthor incitou uma guerra entre seres humanos superpoderosos e o resto do mundo, deixando-o à beira de uma guerra mundial. Durante a guerra, o Flash foi capturado e assassinado pelo Presidente Luthor no gramado dianteiro da Casa Branca; os alternativos Batman, Superman e Mulher Maravilha decidiram retaliar, invadindo a Casa Branca e confrontando o vilão. Depois de Luthor discutir com o Superman alternativo, o kryptoniano enfurecido o matou com a visão de calor. Esta decisão levou a consequências de longo alcance, com o Superman apreciando esse jeito de fazer "Justiça". Logo, outros Lordes perderam a fé na capacidade de fazer a coisa certa em prol da humanidade, bem como suas próprias morais.
O ato inicial de organizar um golpe contra o presidente dos Estados Unidos levou os Lordes da Justiça a assumirem os governos do resto do mundo e o governarem com "mão de ferro". Usando a sua base num satélite para a vigilância global, os Lordes da Justiça suprimiram os discurso livres, proibiram eleições e eliminaram todo o crime praticando lobotomia nos criminosos e supervilões. Embora eles justificassem o seu comportamento às massas como "temporário", logo foi instalada uma tirania global.

## Um Mundo Melhor
Tudo começa quando, na Terra normal, a Liga da Justiça prende Lex Luthor. Em seguida, abre-se um portal dentro do satélite da Liga e surge o Caçador de Marte alternativo que os guia para a sua dimensão, onde a Liga é enganada, aprisionada e vigiada pelo Batman alternativo. Os Lordes da Justiça invadem a Terra normal, coincidentemente no mesmo momento em que Apocalipse chega à Metropolis, o que leva a que ocorra uma luta entre eles. Finda a luta, Apocalipse foi lobotomizado pelo Superman alternativo, o que choca a repórter Lois Lane.
A Liga consegue escapar porque Flash simulou sua morte, enganando o Batman alternativo e soltando os heróis. Após isso, acontece uma luta entre a Liga da Justiça e os Lordes da Justiça. Durante a luta, o Batman normal descobre o que aconteceu durante a discussão entre o Batman alternativo e seu clone robótico: "Em algum momento depois de tomar posse, Luthor incitou uma guerra entre seres humanos superpoderosos e o resto do mundo, deixando o mundo à beira de uma guerra mundial. Durante a guerra, Wally foi capturado e assassinado pelo Presidente Luthor e o Superman alternativo o mata". Com a ajuda do Lex Luthor normal, a Liga vence os Lordes usando um dispositivo criado pelo vilão capaz de retirar os poderes dos heróis. É revelado que o Superman normal havia feito um acordo com o Lex normal: o vilão entregaria o dispositivo e o Superman o soltaria (como de fato aconteceu). Antes de ser preso, o Superman alternativo fala furioso com o Superman normal: "Viu o que acabou de fazer? O que acontecer a partir de hoje será responsabilidade sua!" E o Superman normal não dá a mínima. Depois disso, o Lex Luthor normal inicia sua carreira política.

## Divididos Caímos
No episódio da série Liga da Justiça Sem Limites, Brainiac fundido com Lex Luthor cria um clone robótico de cada herói com as mesmas características dos Lordes da Justiça com a exceção do Flash que teve o visual parecido com a do Zoom.
Nessa aparição, Luthor programa os clones para que joguem com os medos e angústias mais profundos de cada um dos personagens. No episódio, o enfoque se dá nos sentimentos de Superman, que temia estar cada vez mais próximo de se tornar um Lord da Justiça, do Lanterna Verde devido ao seu romance mal sucedido com a Mulher Gavião, da Mulher Gavião, relativo ao medo do desprezo por parte tanto dos habitantes da Terra quanto de seu Planeta Natal e do Flash, dada a sua aparente imaturidade. Enquanto que Superman se mostrou o mais abalado psicologicamente ao ser confrontado pelo seu clone, Flash, mediante a sua capacidade de suprimir seus sentimentos constantemente (como mostrado em "Pompa e Circunstância"), é o primeiro a conseguir derrotar sua versão criada por Luthor.

## Efeitos de longo prazo
A invasão dos Lordes de Justiça ao mundo de Liga de Justiça teve repercussões nas duas primeiras temporadas de Liga de Justiça Sem Limites. Os eventos de "Um Mundo Melhor" motivaram a cruzada mundial de Amanda Waller contra as capacidades destrutivas da população meta-humana se o governo a deixasse sem controle. O Projeto Cadmus, que fora originalmente criado para conter o Superman se ele se tornasse criminoso (como mostrado em Superman: The Animated Series, no episódio de duas partes "Legado"), incluiu em sua lista de ameaças a Liga da Justiça inteira. Houve também uma paranóia crescente e desconfiança dentro da própria Liga, inclusive Batman e Questão, que temeram que acontecesse na Terra o que houve na outra, quando Luthor ficou perto de ganhar a presidência.
Os novos exemplos da degeneração da Liga perante a opinião pública — como a luta de Superman com o Capitão Marvel, causada por Luthor e Amanda Waller; e o Superman depois tentado a lobotomizar Apocalipse, de uma maneira semelhante ao que seu duplo dos Lordes fizera — lança a Liga, e em particular Superman, a uma penumbra cada vez mais maligna.
Este medo cresce e envolve a Liga que começa a crêr que, de qualquer maneira eles, irão se converter nos Lordes de Justiça. O climax ocorre no episódio "Dividido Caímos", quando Flash sobrepuja a sua velocidade máxima explorando a Força de Aceleração, com o intuito de destruir a conexão entre Brainiac e Luthor. Isto fez com que Flash desaparecesse na Força de Aceleração. E que Luthor concluisse: “Bom,no final das contas,eu realmente matei o Flash.”
Diferentemente do Superman dos Lordes da Justiça que matou o Luthor alternativo, o Superman da Liga optou por não matar Luthor, afirmando que “Não fui eu que matou o presidente Luthor,eu gostaria muito, mas não fui eu.”
Alguns minutos depois, a Liga teve sucesso em retirar o Flash da Força de Aceleração, salvando a sua vida e evitando o destino em direção a transformação em Lordes da Justiça.
Percebendo que se distanciaram da mesma gente que eles tentavam proteger (e depois de alguns que foram convencidos pelo Arqueiro Verde), a Liga optou para abrir uma embaixada na Terra que serviria de uma segunda Torre de Vigilância.

## Os Super-Amigos
Em um episódio do desenho Superamigos, Superman vai resolver um problema de erupção vulcânica. Repentinamente, ele é levado para um universo paralelo, onde os Super-Amigos são criminosos e a Legião do Mal são os heróis. Superman chegando a esse lugar estranha algo de errado, principalmente com seus companheiros: Aquaman, usava um tapa olho, Robin tinha um bigode e a Mulher Maravilha usa uma armadura estranha. Quando se depara com o Superman deste universo, que tinha tatuagens ao redor dos olhos, ele percebe que aquela não era a Terra que ele conhecia. Com o objetivo de criar uma versão má da Liga da Justiça, muito provavelmente este episódio tenha sido inspirado no Sindicato do Crime da América, a contraparte maligna da Liga da Justiça, que habita a Terra 3, onde todos os heróis são vilões e Lex Luthor é o único herói.

## Smallville
Em Smallville (especificamente no episódio "Luthor"), Tess Mercer consegue apoderar-se de uma ferramenta kryptoniana de alta tecnologia chamada "Caixa Espelho" (a qual possui o poder fazer os usuários viajarem para outras dimensões paralelas), para depois entregá-la ao Superman. Entretanto ele a ativa acidentalmente, fazendo-o ser teletransportado instantaneamente da Terra 1 para a "Terra 2" (na realidade bem mais provável aquela seja a Terra 3), onde ele depara-se com um mundo parcialmente contraposto ao seu.
Neste universo paralelo, Clark é inconscientemente confundindo por todos com sua contraparte maligna, o "Clark Luthor" ou "Ultraman" (que talvez seja o Superman dos Lordes da Justiça nessa dimensão). Ele também descobre que nesse lugar ele não é filho adotivo de Johnantan e Martha Kent, mas de Lionel Luthor (o qual é dono do Planeta Diário, lhe permitiu "por coincidência" assassinar seu filho Lex e o transformou em um terrível tirano mundial) e irmão de criação de Tess Luthor (a qual tem um romance Clark Luthor e planeja fugir com ele para a Terra 1). Arqueiro Verde (a contraparte revoltada de Oliver que tem um forte embate com Clark) e Lois Lane (que apresenta muita desconfiança de Clark) ainda são namorados.
Enquanto isso na Terra 1, Ultraman (que foi teletransportado simultaneamente com Superman, mas para o lado oposto) aterroriza, ameaça, luta e tenta destruir a Torre de Vigilância e Lois, Tess e Oliver. Isso tudo acontece até Clark Kent e Clark Luthor destrocarem de dimensões através da Caixa Espelho. Porém, nessa viagem interdimensional, o Lionel Luthor alternativo da Terra 2 (ou Terra 3) consegue pegar uma rápida e imperceptível "carona" junto com Superman pelo portal dimensional da Caixa Espelho, o qual permanece na Terra 1 (vivendo ele a vida do falecido Lionel que havia morrido nesse universo).